# Erik Morán
Erik Morán Arribas (ur. 25 maja 1991 w Portugalete) – hiszpański piłkarz występujący na pozycji pomocnika w Málaga CF.